# Branford (Connecticut)
Branford és una població dels Estats Units a l'estat de Connecticut. Segons el cens del 2005 tenia 29.089 habitants.

## Demografia
Segons el cens del 2000, Branford tenia 28.683 habitants, 12.543 habitatges, i 7.663 famílies. La densitat de població era de 503,8 habitants per km².
Dels 12.543 habitatges en un 25,7% hi vivien nens de menys de 18 anys, en un 47,9% hi vivien parelles casades, en un 9,8% dones solteres, i en un 38,9% no eren unitats familiars. En el 32,4% dels habitatges hi vivien persones soles l'11,6% de les quals corresponia a persones de 65 anys o més que vivien soles. El nombre mitjà de persones vivint en cada habitatge era de 2,26 i el nombre mitjà de persones que vivien en cada família era de 2,9.
Per edats la població es repartia de la següent manera: un 20,7% tenia menys de 18 anys, un 5,4% entre 18 i 24, un 30,5% entre 25 i 44, un 26,6% de 45 a 60 i un 16,9% 65 anys o més.
L'edat mediana era de 41 anys. Per cada 100 dones de 18 o més anys hi havia 85,2 homes.
La renda mediana per habitatge era de 58.009 $ i la renda mediana per família de 69.510 $. Els homes tenien una renda mediana de 46.927 $ mentre que les dones 35.947 $. La renda per capita de la població era de 32.301 $. Aproximadament el 3,3% de les famílies estaven per davall del llindar de pobresa.